# Anecúmene

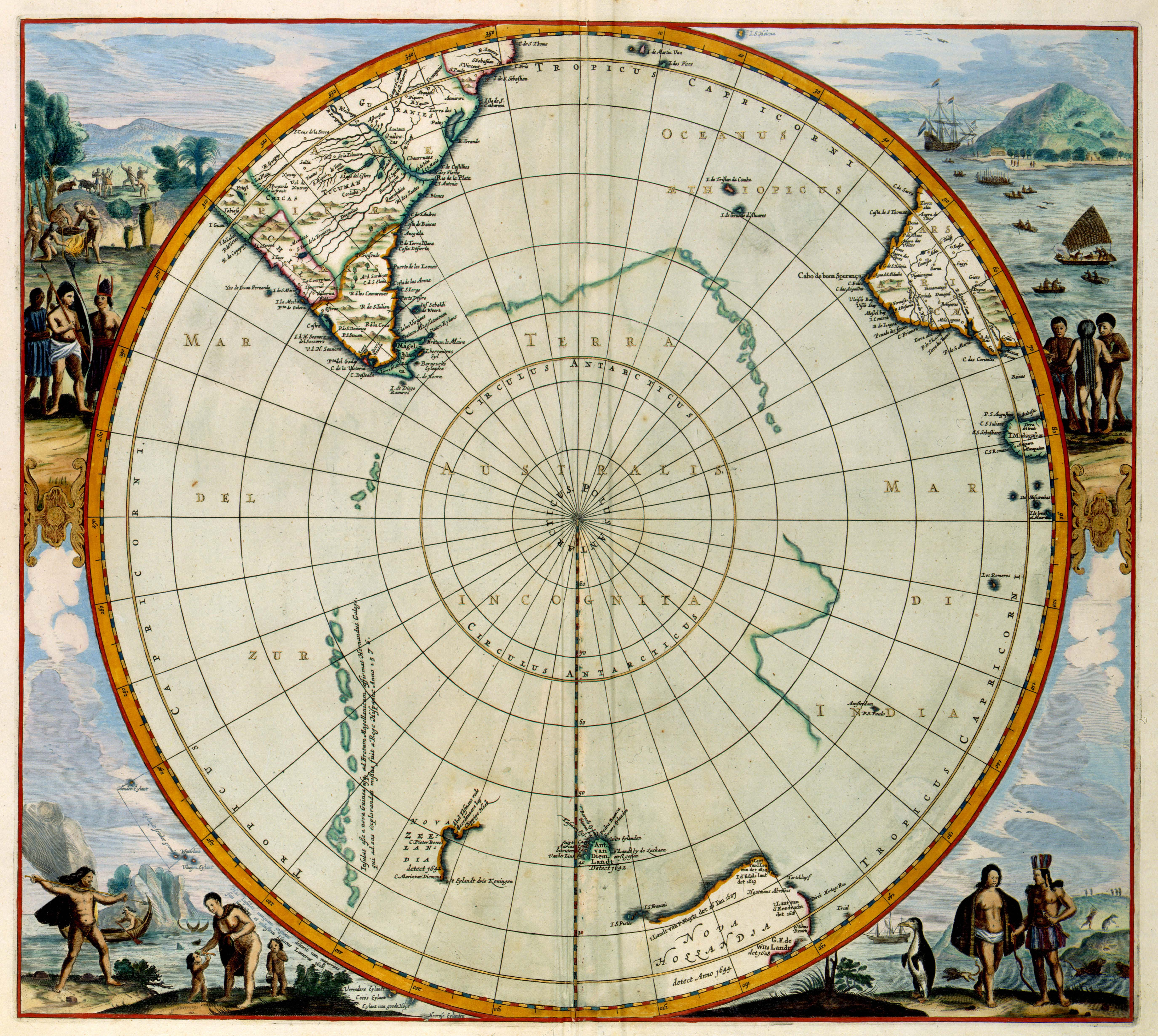
Un mapa mostrando la Terra australis incognita, anecúmene hasta los viajes de James Cook.

Se conoce como anecúmene (del griego ἀν- "no" y οἰκουμένη "habitado") a las zonas de la Tierra que antaño fueron desconocidas por una cultura, o bien, en la actualidad, donde el ser humano no vive ni procrea de forma permanente. Son pues aquellos lugares deshabitados o con escasa población, y se contraponen a las áreas permanentemente ocupadas o ecúmene. Algunas de estas zonas son los grandes indlandsis de los polos; los desiertos, con 1 a 10 hab/km²; y la zona húmeda cálida (selva tropical), con 2 hab/km².